# St. Bartholomäus (Mahlerten)

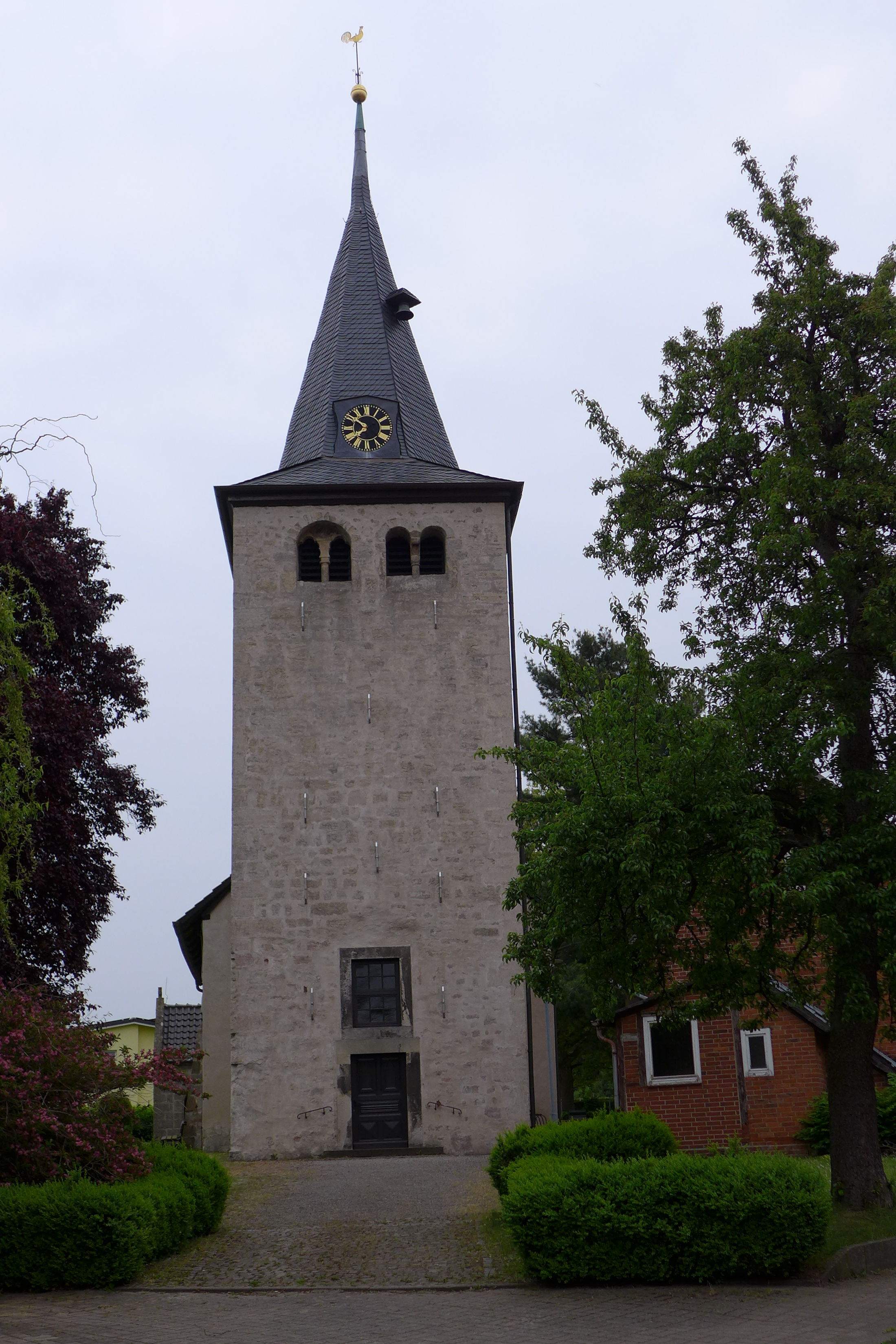
St. Bartholomäus

Die evangelisch-lutherische, denkmalgeschützte Kirche St. Bartholomäus steht in Mahlerten, einem Dorf in der Gemeinde Nordstemmen im Landkreis Hildesheim in Niedersachsen. Die Kirchengemeinde ist mit den Kirchengemeinden Burgstemmen und Heyersum zur Dreikirchengemeinde in Nordstemmen verbunden, die zum Kirchenkreis Hildesheimer Land-Alfeld im Sprengel Hildesheim-Göttingen der Evangelisch-lutherischen Landeskirche Hannovers gehört.

## Beschreibung
Die verputzte, aus Bruchsteinen im 2. Viertel des 13. Jahrhunderts errichtete Saalkirche hat einen Kirchturm im Westen, ein Langhaus mit zwei Jochen,  einen niedrigen eingezogenen Chor und eine kleine Apsis. Aus dieser Zeit stammen im Chor und in der Apsis die spätromanischen Wandmalereien, die 1921 aufgedeckt wurden. In der Apsiskalotte ist ein thronender Christus als Weltenrichter in einer Mandorla dargestellt, flankiert von Maria und Johannes dem Täufer, darunter die Evangelistensymbole. An der südlichen Chorwand sind unter einer gemalten rundbogigen Arkade sechs Apostel mit Spruchbändern und Büchern in den Händen dargestellt. Die Wandmalereien wurden aber von Oscar Wichtendahl vollständig übermalt. Die Gewände der Fenster wurden 1824–28 erneuert, in der Apsis sind die romanischen Fenster erhalten geblieben. Am Langhaus befinden sich Reste von Gewänden ehemaliger Portale. 
Der Innenraum ist mit einem Kreuzgratgewölbe überspannt, das auf einfachen Wandvorlagen sitzt. Die Gurt- und Scheidbögen sind von Konsolen unterfangen, im Chor auch die Grate. Der ungegliederte Turm hat je Seite zwei rundbogige gekuppelte Klangarkaden, nach Westen hin hat eine Öffnung einen Dreipass. Das Erdgeschoss im Turm ist ebenfalls kreuzgratgewölbt. Der achtseitige, schiefergedeckte, spitze Helm sitzt auf einem Pyramidenstumpf. Am Ende des 19. Jahrhunderts wurde die Sakristei angebaut. Mit dem Bau der heutigen Orgel wurde 1881 durch die Orgelbaufirma Philipp Furtwängler & Söhne begonnen. 1883 vollendete die Firma P. Furtwängler & Hammer die Orgel. Sie wurde 1960 durch Emil Hammer auf 54 Register, verteilt auf ein Manual und ein Pedal, umgestellt.